# ابن الرب (فلم)
ابن الرب أو ابن الله (بالإنجليزية: Son of God) هو فيلم تم إنتاجه في الولايات المتحدة وصدر في 28 فبراير 2014. الفيلم من إخراج كريستوفر سبنسر.

## بطولة
- ديوغو مورجادو
- روما داوني
- داروين شو

## القصة
يحكي الفيلم قصة يسوع المسيح حسب إنجيل لوقا وهو باللغة الإنجليزية وحقق ايرادات قدرها 64 مليون دولار.

## الميزانية والإيرادات
بلغت تكلفة إنتاج الفيلم حوالي 22 مليون دولار بينما حقق أرباحا تقدر بـ 67,800,064 دولار.

## وصلات خارجية
- مقالات تستعمل روابط فنية بلا صلة مع ويكي بيانات